# مته هوروز أوغلي
مَتَه هوروز أوغلي (بالتركية: Mete Horozoğlu)‏ هو فنان تركي ولد في مدينة أنقرة عام 1975 لعائلةٍ ذات أصول بوسنية، تخرج من قسم المسرح عام 2001 من جامعة جامعة الأناضول للكنسرفتوار الدولي، عمل كممثل مسرحي بين عامي 2001-2003 في مسرح الأناضول، وبعدها انتقل إلى إسطنبول عام 2002.
تعرف عليه الجمهور التركي في مسلسل «الشرنقة المحترقة» سنة 2005 ولكنه اشتهر في دوره في مسلسل «على مر الزمان» سنة 2010. من أبرز أعماله الأخرى مسلسل «السلطانة كوسيم»

## عن حياته
تزوج من حبيبته أليف في شهر حزيران (يونيو) 2011 وهي تعمل في الدعاية والإعلان وأنجب منها «علي» في شهر نيسان (أبريل) 2012.

## روابط خارجية
- مته هوروز أوغلي على موقع IMDb (الإنجليزية)
- مته هوروز أوغلي على موقع ألو سيني (الفرنسية)
- مته هوروز أوغلي على موقع قاعدة بيانات الأفلام السويدية (السويدية)
- مته هوروز أوغلي على موقع قاعدة بيانات الفيلم (الإنجليزية)
- مته هوروز أوغلي على موقع كينوبويسك (الروسية)